# Ralph M. Hower
Ralph Merle Hower (Salina (Kansas), 1903-Weston (Massachusetts), 1 de agosto de 1973)  fue un economista e historiador estadounidense. Profesor emérito de Administración de Empresas en Harvard. Especialista en resolver los problemas administrativos de las corporaciones empresariales, incluyó el estudio del comportamiento humano en dichas organizaciones en los planes de estudio de la Universidad de Harvard, donde se retiró en 1970 tras 35 años de labor docente.

## Biografía

### Formación académica
En 1925 realizó el bachillerato en Artes (especialidad de Economía) de la Universidad de Kansas. Entre 1925 y 1928 se trasladó a Oxford, donde fue becario del Pembroke College. En 1935 se doctoró en Ciencias (especialidad de Historia de las Empresas) en la Universidad de Harvard.  

### Labor docente en la Universidad de Kansas
En 1928 se desplazó a Kansas, para trabajar como profesor de Economía en la Universidad de Kansas. Allí permaneció solo dos años, ya que en 1930 fue nombrado ayudante de investigación en la Escuela de negocios de Harvard. En aquella universidad, además de recibir el título de Doctor en Ciencias Comerciales (1935) desarrolló la mayor parte de su labor docente siendo: ayudante de investigación (1930-1934), instructor (1934-1935), profesor asistente (1935-1946), profesor asociado (1946-1949) y profesor (1949-1970).  
Colaboró con diversas instituciones, como las Universidades británicas de Durham y Strathclyde, la Universidad de Western Ontario (Canadá), el Management Development Institute (IMEDE) en Suiza, y con la Universidad de Navarra, con la que colaboró durante casi una década para poner en marcha la Escuela de negocios del IESE Business School, en Barcelona.  

### Participación en la Segunda Guerra Mundial
Durante la Segunda Guerra Mundial, trabajó en el equipo del Jefe de Intendencia en Europa. Participó en los preparativos del Día D, en los días previos al desembarco de Normandía. Recibió una Estrella de Bronce, la Legión de Honor y la Cruz de Guerra con estrella de oro, y pasó a la reserva con el rango de coronel. Su experiencia bélica le sirvió para, ya durante la posguerra, desarrollar cursos sobre los problemas de comportamiento a los que se enfrentan los ejecutivos de negocios.   

### Consultor de corporaciones y otros cargos
Realizó cursos especiales en Canadá, Chile, España, Inglaterra, Escocia y Suiza. Trabajó como consultor de diversas empresas: Esso, du Pont, Shello Eli Lilly entre otras.
Fue presidente del Consejo de la Comunidad de la Weston y miembro de la Junta de Asesores de Weston.

### Vida familiar
Casado con Elizabeth Niven. El matrimonio tuvo dos hijos: Robert K. y Alison Heins.

## Publicaciones
Entre sus publicaciones destacan:
- "The Administrator", con John Desmond Glover (1973)
- "Gerentes y científicos", con C. D. Orth (1963)
- "The History of Macy's of New York" (1943).